# Tisamen (fill d'Orestes)
Segons la mitologia grega, Tisamen (en grec antic Τισαμενός "el Venjador") va ser un rei d'Esparta, fill d'Orestes i d'Hermíone.
Orestes va rebre el regne d'Esparta de Menelau, i Tisamen el va succeir i hi va regnar fins a la invasió dels Heraclides. Tisamen va morir lluitant contra ells.
Una altra tradició deia que havia estat expulsat d'Argos i d'Esparta pels Heràclides, però aquests l'havien permès marxar amb els seus súbdits. Tots plegats s'havien dirigit a terres dels jonis, que estaven establerts a la costa nord del Peloponès, i els van demanar asil. Els jonis, que coneixien el valor i la prudència de Tisamen, van témer que algun dia els sotmetés al seu poder, es van negar a donar-li hospitalitat i el van atacar. Tisamen va morir en el combat, però els seus soldats van aconseguir una victòria i van fer retirar els jonis que es feren forts a la ciutat d'Hèlice. Finalment, els jonis van aconseguir salconduits per retirar-se a l'Àtica, on els van acollir els atenesos. Els companys de Tisamen, conquerit el país, van celebrar uns magnífics funerals en honor del seu rei. Els fills de Tisamen van establir-se per la regió, a la que van donar el nom d'Acaia. El seu fill gran, Cometes, el va succeir, i més endavant va marxar a fundar una colònia a l'Àsia. Els altres fills de Tisamen eren Daímenes, Espartó, Tel·lis i Leontòmenes.